# Жешарт
Же́шарт (коми Зӧвсьӧрт) — посёлок городского типа в Усть-Вымском районе республики Коми России. Административный центр городского поселения «Жешарт».
Топоним происходит от коми Зӧв — первая часть названия протекающего рядом ручья коми Зӧвшор, и коми сьӧрт — «сырое место в долине реки». Название ручья происходит от коми дзӧв — (отделять) семена конопли.

## География
Посёлок расположен на правом берегу реки Вычегда (бассейн Северной Двины), в 80 км к северо-западу от Сыктывкара.
Железнодорожное сообщение с посёлком осуществляется посредством станции Межог, расположенной на линии Котлас— Микунь. Через населённый пункт проходит автомобильная дорога Яренск—Сыктывкар.

## История
Жешарт находится на правом берегу реки Вычегда. На территории посёлка были найдены бронзовые предметы VI—IX веков. Селение впервые упомянуто в 1586 году: «погост Жешарт на реке Вычегда». Это был крупный по тем временам населённый пункт, в котором имелось две церкви — «церковь Ильи пророка» да тёплая церковь Николы Чудотворца. Насчитывалось четыре двора церковнослужителей и 40 крестьянских дворов, 11 дворов были пусты — их жители умерли или ушли из Жешарта. Причиной ухода или смерти были неурожаи и эпидемия чумы. В переписной книге 1646 года встречаются фамилии — Бозов, Ячменёв, Поздеев, Попов — одни из самых распространённых в посёлке и сегодня. В 1678 году в Жешарте насчитывалось 57 дворов, упоминается одна церковь, другая, по всей видимости сгорела. Проходили столетия, численность населения возрастала, и в конце XIX века здесь насчитывалось 920 жителей — 131 двор. Это село было самым крупным на Нижней Вычегде. В 1794—1807 годах здесь была построена каменная Спасская церковь. В 1877 году в Жешарт перевели училище из Межега.
В 1918 году в Жешарте жили 1706 человек (759 мужчин, 947 женщин). В 1926 году здесь было 397 дворов, 1525 жителей. В 1930 году в селе уже размещался фельдшерско-акушерский пункт, школа, изба-читальня, пароходная стоянка, общество потребителей, кредитное товарищество, агентство ГосТорга, крестьянский комитет общественной взаимопомощи, участок милиции. В годы Великой Отечественной войны началось строительство Жешартского фанерного завода.
Статус посёлка городского типа — с 1961 года.

## Палеонтология
В районе Жешарта обнаружены искомаемые остатки тетрапод, обитавших в раннем триасовом периоде. Два вида парарептилии Kapes — K. amaenus и K. komiensis (он же Macrophon komiensis) — известны по фрагментам черепа и верхней челюсти соответственно. Окаменелости темноспондильных амфибий Parotosuchus komiensis, Trematosaurus sp. и Batrachosuchoides ochevi найдены в верхнеоленёкском подъярусе.

## Население
| 1970  | 1979    | 1989    | 2002    | 2009  | 2010  | 2012  |
| ----- | ------- | ------- | ------- | ----- | ----- | ----- |
| 8668  | ↗11 079 | ↗12 674 | ↘10 029 | ↘9400 | ↘8561 | ↘8235 |
| 2013  | 2014    | 2015    | 2016    | 2017  | 2018  | 2019  |
| ↘8009 | ↘7858   | ↘7722   | ↘7613   | ↘7500 | ↘7352 | ↘7251 |
| 2020  | 2021    | 2024    |         |       |       |       |
| ↘7144 | ↘7129   | ↘6876   |         |       |       |       |

## Достопримечательности
В посёлке возведены три храма: в честь пророка Илии, пророка Иоанна Крестителя и храм в честь великомученика Георгия Победоносца с часовней.

## Экономика
- ООО «Жешартский ЛПК» (фанерный комбинат)
- Жешартский хлебозавод  (в настоящее время закрыт)

## Знаменитые уроженцы
- Попов, Серафим Алексеевич (1912—2003) — коми поэт.